# Кабырза
Кабырза́ (шор. Кӧбӱр-суғ) — река в России, протекает по Кемеровской области. Устье реки находится в 201 км по правому берегу реки Мрассу. Длина реки составляет 74 км. Площадь водосборного бассейна — 1240 км².

## Бассейн
- 12 км: Таяс
  - 10 км: Киза
  - 14 км: Кантус
- 22 км: Анзас
- 30 км: Сюрь
- 35 км: Сынзас
  - 8 км: Рамзас
  - 14 км: Анзак
- 52 км Кичи
- 56 км: Кайгыза
- 62 км Магаза
- 65 км: Солнзап

## Данные водного реестра
По данным государственного водного реестра России относится к Верхнеобскому бассейновому округу, водохозяйственный участок реки — Томь от истока до города Новокузнецк, без реки Кондома, речной подбассейн реки — Томь. Речной бассейн реки — (Верхняя) Обь до впадения Иртыша.